# Macchina idraulica
Con il termine macchina idraulica si intende un dispositivo che ha il compito di trasformare l'energia cinetica di un fluido incomprimibile in energia meccanica raccolta tramite un albero o viceversa trasformare l'energia meccanica fornita dall'albero in energia cinetica al fluido.
A seconda che svolgano la prima o la seconda delle funzioni anzidette, le macchine idrauliche vengono suddivise in:
- macchine idrauliche motrici (ad esempio turbine idrauliche).
- macchine idrauliche operatrici (ad esempio pompe)

Le macchine idrauliche si differenziano dalle macchine aerauliche per il tipo di fluido trattato: nel caso delle macchine idrauliche viene trattato un liquido, mentre nel caso delle macchine aerauliche viene trattato un gas. Più in generale si parla di turbomacchine, prescindendo dal tipo di fluido trattato.